# Zöld útvesztő
A Zöld útvesztő (Зелена пастка) Anatolij Sztaszj szovjet (ukrán) író 1972-ben megjelent sci-fi és ifjúsági kalandregénye, eredeti címén: Зелена пастка. A kötet 1974-ben jelent meg a Móra Ferenc Könyvkiadó és a Kárpáti Kiadó közös gondozásában a Delfin könyvek sorozatában.

## Történet
|  | Alább a cselekmény részletei következnek! |

Körülbelül 70 évvel a második világháború befejezése után, a XXI. század elején Latin-Amerika dzsungelében, a Vachuayo folyó mentén a Seni-Moro ("az örök erdő földje") Köztársaságban játszódik a történet. Itt egy élelmiszerforrásokat kutató tudományos expedíció tagjai végzik mostoha körülmények között a munkájukat. Egy napon a főszereplő, a 14 éves – a Dnyeper-parti Komszomolszk városából származó – Ihor Vovcsenko kihallgat egy titkos beszélgetést, s azután eltűnik a táborból. Hamarosan az őserdő mélyén, egy – újfasiszták által felügyelt – kényszermunkatáborban találja magát. Indiánokkal együtt dolgozik egy titkos rakéta-kilövőhely építésén. Az erdei „kalózok” vezetője a „halál karmesterének” nevezi magát, és világuralmi tervei vannak. Baktériumfegyvere képes akár az egész világ elpusztítására. 
A Nemzetközi Nyomozószolgálat felügyelője, a magyar származású Csanády Zoltán nyomoz a titkos szervezet után, amely terrorakcióival már korábban is hatalmas károkat okozott a békében élő emberiségnek. A fogságban Ihor ismerősökkel találkozik, barátokra, szövetségesekre lel, s mindenáron szökni akar. Ugyanis rájött arra, hogy fogva tartói a világ megzsarolására készülnek. Az Sz-17-es baktériumtenyészet bevetésekor ugyanis valamennyi ember, állat, növény elpusztulhat abban a zónában (200 km-es körben), ahol megalkotói bevetik. Egy félelmetes hatású plazmafegyver birtokába jutva merész lépésre szánja el magát, és szembeszáll elrablóival. 
A „halálos orkán” mellett az indiánok is a segítségére sietnek, hogy megküzdjenek a „holt emberekkel”. A földi összecsapást légi ütközetek is követik, s a hatóságok is beavatkoznak a dzsungelháborúba. A kiszabadult indiánok az őserdő mélyében keresnek menedéket, itt próbálnak rabszolga sorsuk után új életet kezdeni. Ihor és szerettei már majdnem megmenekülnek, de a barna egyenruhásoktól szerzett repülőgépüket a dél-amerikai köztársaság vadászgépe lelövi. Főhősünk és társai csak megsebesülnek, így majmok és pumák, jaguárok és anakondák között egy újabb, végső kaland veszi kezdetét.
|  | Itt a vége a cselekmény részletezésének! |

## Szereplők
- Ihor Vovcsenko, 14 éves szovjet fiú
- Andrij Vovcsenko, az ENSZ élelmezési bizottságának szakértője, Ihor édesapja
- Okszana Vovcsenko, oceanologus, Ihor édesanyja
- Csanády Zoltán, magyar származású rádiótávírász
- Erzsi, Csanády Zoltán unokahúga
- Szinicja professzor
- Jacques, a Vörös Nyúl, Ihor barátja
- senore Degaldado, énekesnő, Jacques édesanyja, Brazília csalogánya
- Catultece, cajao törzsbéli öreg indián
- senhor Augustino, helikopter-pilóta
- senhora Rosita
- Vu, indián fiú
- Zahbi, hatalmas termetű indián
- Otto Brenndorf (alias Rohas Vereira) Standartenführer
- Gertrude Wurm (Fräulein Trude), orvosnő
- Theodor Knosse, fasiszta vezető
- Wolfgang Schumer, feltaláló
- Zacher parancsnok
- Hugo Larsen, misszionárius

## Magyarul
- Zöld útvesztő; ford. Radó György; Móra, Bp., 1974 (Delfin könyvek)

## Tartalom
- Előszó
- Új vendég a kastélyban
- Az öreg Catultece éneke
- Apám a múltat firtatja
- Repülőút – ismeretlen cél felé
- Zöld útvesztő
- A fehér jacht utasa
- Amikor a holtak életre kelnek
- A mínusz kettes kategória
- A rózsaszínű szélroham
- Utószó

## Technikai jövőbelátás
| Találmányok a regényben | Találmányok a regényben |
| --- | ----------------------- |
| - videofon - panorámatévé - liftszőnyeg - filmotéka - automata víz alatti gondola - villamoshajó - villanyrepülőgép - rakétaöv - plazmaszóró (félelmetes hatású romboló fegyver) - Mélytengeri Kísérleti Állomás (tenger alatti település) |                         |